# Peter Wisoff
Peter Jeffrey Kelsay Wisoff dit Jeff Wisoff est un astronaute américain né le 16 août 1958.

## Biographie
Il est marié à l'astronaute Tamara Jernigan.

## Vols réalisés
- STS-57, à bord d'Endeavour, lancée le 21 juin 1993
- STS-68, à bord d'Endeavour, lancée le 30 septembre 1994
- STS-81, à bord d'Atlantis, lancée le 12 janvier 1997, 5e mission d'une navette américaine en direction de la station spatiale Mir.
- STS-92, à bord de Discovery, lancée le 11 octobre 2000 : mission de construction de la station spatiale internationale (poutre Z1)